# Ilmarinen (1932)

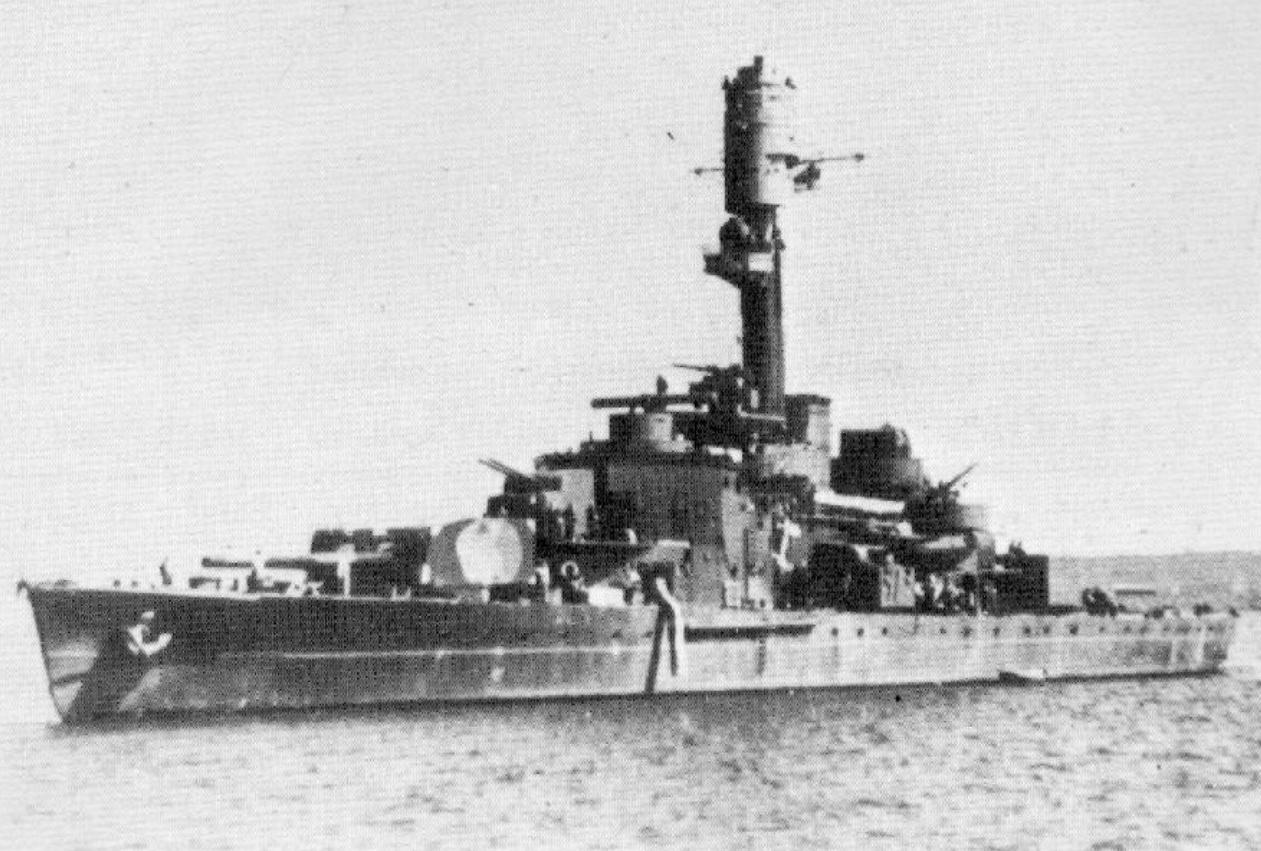
Однотипний «Ілмарінену» «Вайнемейнен»

59°27′00″ пн. ш. 21°05′00″ сх. д. / 59.45° пн. ш. 21.08333333° сх. д.
«Ільмарінен» — броненосець берегової оборони фінського флоту. Один з останніх представників цього класу кораблів в світі і, одночасно, один з перших військових кораблів, оснащених дизель-електричною силовою установкою. Другий в серії з двох кораблів, однотипний броненосцю «Вяйнямейнен». Названий на честь героя карело-фінського епосу Калевала Ільмарінена, коваля, брата Вяйнямейнена.

## Історія побудови

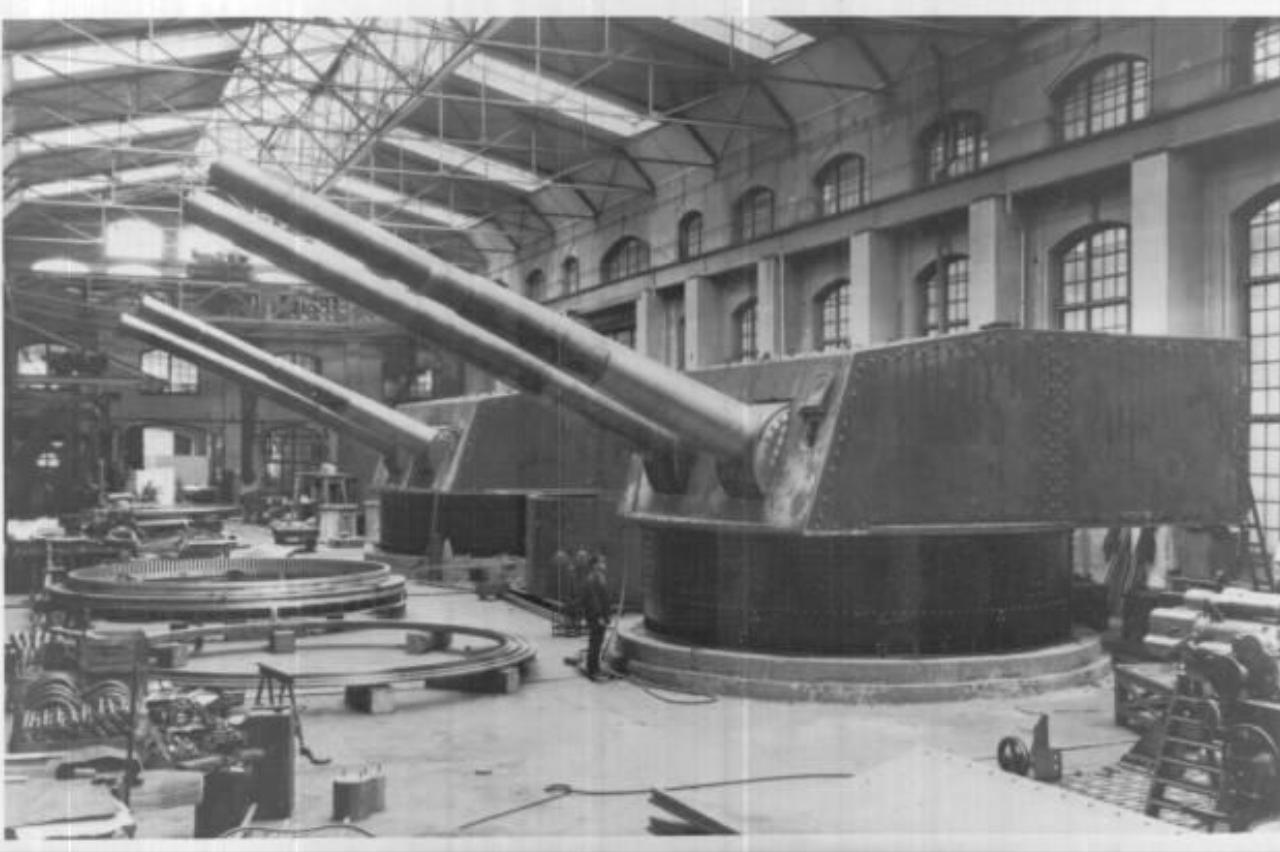

Спроектовані німецько-голландською фірмою NV Ingenieurskantoor voor Scheepsbouw (IvS). Будувалися заводом «Крейтон-Вулкан» в Або (стапельні номери 705 і 706). Артилерія головного калібру і універсальна артилерія виготовлялася в Швеції («Бофорс»). Гармати головного калібру мали дальність стрільби 162 кабельтових при куті піднесення 50 ° і скорострільність 3 постріли на хвилину. Силова установка (чотири дизель-генератори і два гребних електромотори, багато іншого обладнання були поставлені з Німеччини.

## Служба
У кінці 1930-х років у військово-морському флоті Фінляндії «Ільмарінен» був флагманом флотилії броненосців, в яку, крім нього, входив броненосець «Вяйнямейнен».

### Війна 1939—1940рр.
30 листопада 1939 року, у перший же день радянсько-фінської війни, «Ільмарінен» та «Вяйнямейнен» були атаковані на рейді Ханко ланкою радянських бомбардувальників ДБ-3. Хоча кілька бомб впали в безпосередній близькості від кораблів, фінські броненосці не зазнали ушкоджень.

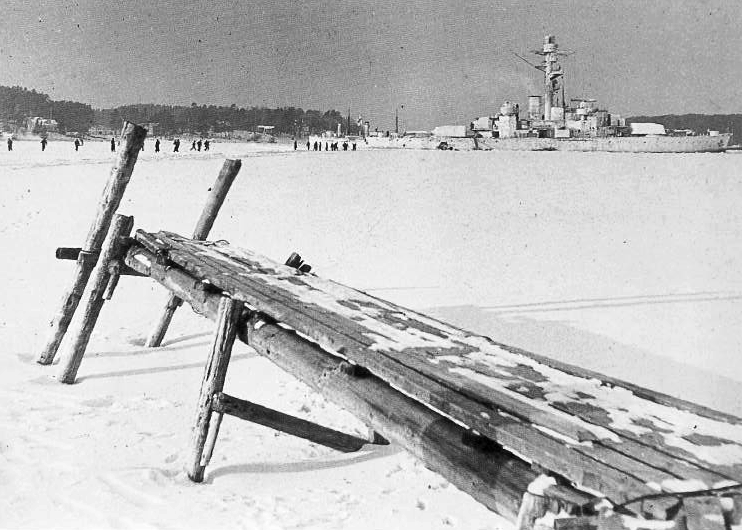
«Ільмарінен» в Турку. 1940

До замерзання моря броненосці діяли між базою флоту в Турку і Аландськими островами, курсуючи в шхерах у готовності відбити радянський десант. Постійні переміщення допомогли броненосцям уникнути атак радянських бомбардувальників. Остианні часто не могли знайти помічені повітряною розвідкою кораблі. Надалі «Ільмарінен» і «Вяйнямейнен» стали на постійне базування в Турку для посилення протиповітряної оборони міста.
У Турку броненосці зазнали радянських повітряних атак 26 лютого, 29 лютого і 2 березня 1940 У нальотах брало участь до 28 бомбардувальників ДБ-3 і СБ, які скинули понад 130 бомб великого калібру, але не добилися влучань, оскільки через високу щільність зенітного вогню скидали бомби неприцільно, з великої висоти. Три радянських літаки при цьому були збиті.

### Участь у бойових діях в 1941 р

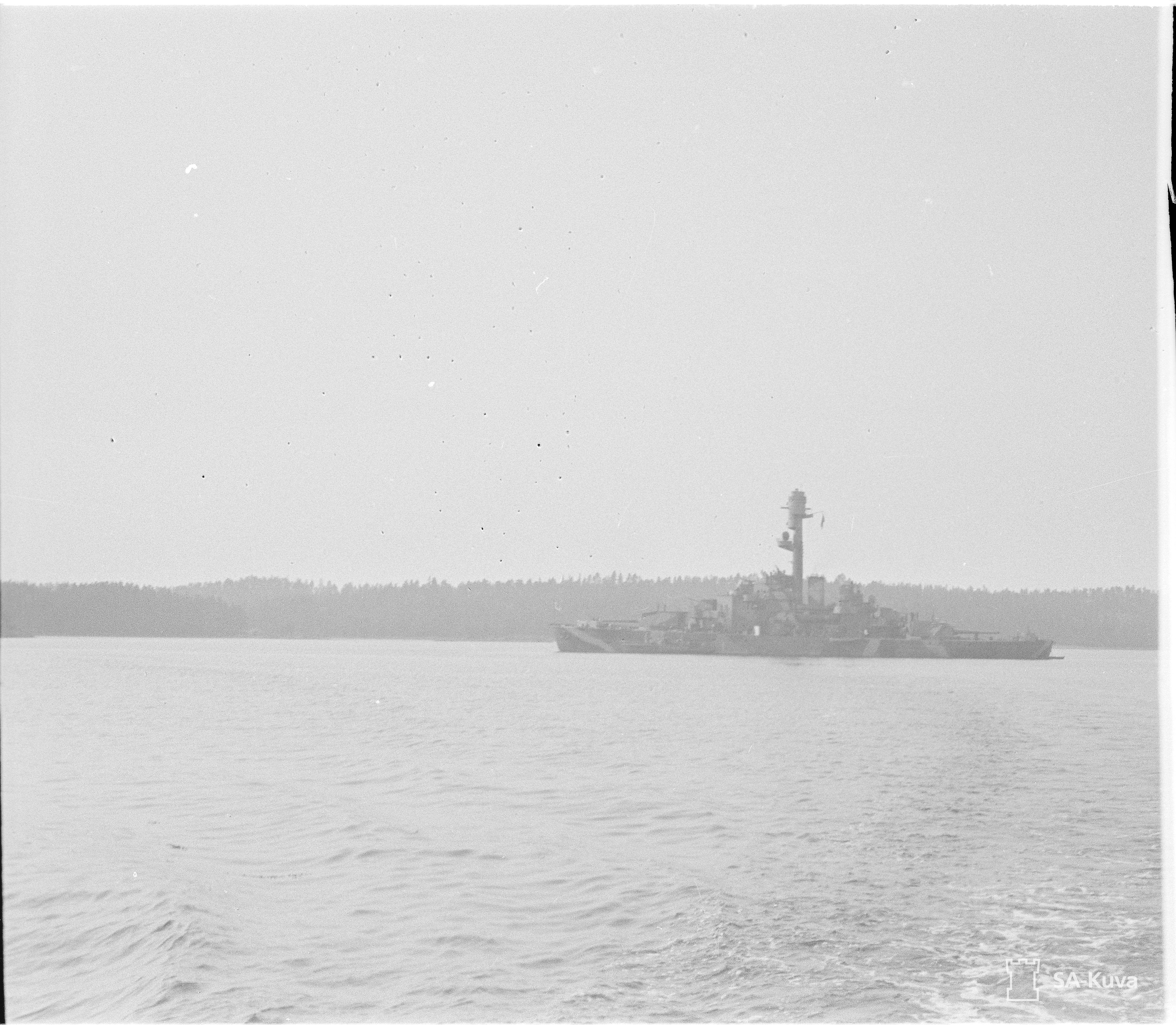
«Ільмарінен» 28 липня 1941

З вступом Фінляндії в війну з СРСР на боці Німеччини флотилія броненосців забезпечувала операцію по перекиданню фінських військ на демілітаризовані раніше Аландські острови. Потім «Ільмарінен» і «Вяйнямейнен» були залучені до дій проти радянської бази в Ханко. 4, 12, 16 липня і 2 вересня 1941 р. фінські броненосці, перебуваючи поза радіусом дії радянських берегових батарей, обстрілювали з 10-дюймових гармат місто і порт Ханко, залізничну 305-мм артилерійську батарею і військовий аеродром, заподіявши серйозні руйнування і викликавши пожежі. Вильоти для ударів по броненосцях радянських бомбардувальників з баз в Естонії виявлялися невдалими, тому що не вдавалося знайти ціль. Тільки 19 липня два бомбардувальники СБ, що спеціально перебазувалися в Ханко, змогли атакувати в шхерах «Ільмарінен» і «Вяйнямейнен», але не добилися влучань.

## Загибель «Ільмарінена»

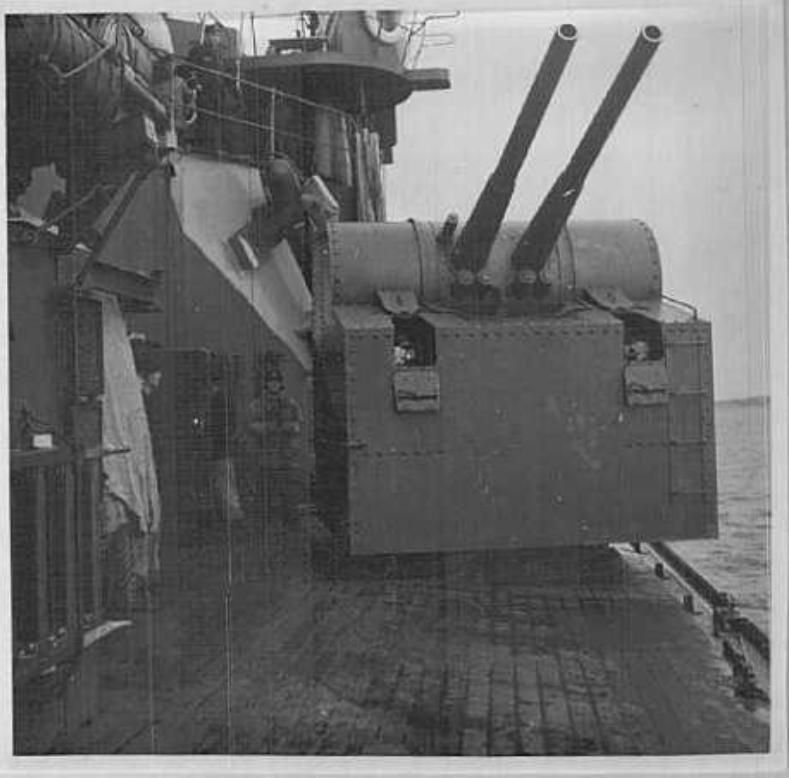
Напівбаштова установка спарених 105-мм гармат броненосця «Ільмарінен»

13 вересня 1941 року з Турку вийшло з'єднання фінського флоту у складі броненосців «Ільмарінен» (флагман), «Вяйнямейнен», німецького мінного загороджувача «Брумер», двох озброєних криголамів, транспорту, двох буксирів і 9 сторожових катерів. З'єднання виконувало допоміжну операцію «Нордвінд» у рамках великої операції німецьких військ по захопленню Моонзундських островів. Фіни мали провести демонстрацію біля західного узбережжя о. Хійумаа, відволікаючи тим самим сили радянських військ від місця основної висадки з боку материка.
О 20:30, незабаром після виходу з району шхер у відкрите море, «Ільмарінен», який рухався у голові колони, підірвався на радянській міні (авіаційної або виставленої кораблем Балтійського флоту), перекинувся і затонув в 24 милях на південний захід від острова Уте в точці з координатами 59°27′ пн. ш. 21°15′ сх. д. / 59.450° пн. ш. 21.250° сх. д. 59°27′ пн. ш. 21°15′ сх. д. / 59.450° пн. ш. 21.250° сх. д.. 
З 403 осіб, які перебували на «Ільмарінені», загинуло 271, було врятовано 132. Операція «Нордвінд» була зірвана. З'єднання повернулося в Турку. Загибель одного з двох броненосців берегової оборони стала найсерйознішою втратою для флоту Фінляндії.